# Megabeat
Megabeat fue un conjunto valenciano de música electrónica y sello discográfico (Megabeat Records) formado por Fran Lenaers y Gani Manero aparecido a finales de 1989 y cuyo auge se sitúa entre 1990 y 1991. También se les conoce por otros nombres como, Invisible, o Sun Corporation. 

## Historia
Megabeat supuso un soplo de aire renovador sobre las corrientes eurodance e italo house/italo disco que predominaban en las discotecas españolas en 1990.
Los orígenes de Megabeat pueden encontrarse en el grupo valenciano Europa, formado por Julio «Nexus» Pastor (Sintetizadores), Alfonso Aguado (voz, guitarra y letras; posteriormente fue el vocalista y líder de Los Inhumanos) y Lino Oviaño (ritmos y coros). A Europa se les unió José Luís Macías (ex-Glamour) para formar el grupo Última Emoción. Julio ya demostró su talento con los sintetizadores, con melodías synth pop. Pasarían unos años hasta que fundase Megabeat.
De ascendencia techno/dancefloor se les considera los padres del controvertido Sonido de Valencia y los primeros en acuñar ése término en sus portadas.
Entre sus influencias principales destacan géneros como la EBM, el rock gótico, el synth pop, el new beat y el trance alemán de la primera época. También es remarcable la influencia que sobre ellos ejercieron conjuntos veteranos como los alemanes Kraftwerk o los belgas Front 242, y en distinta medida un sinfín de grupos europeos que comenzaron a actuar de cuña, sobre todo en el levante español, propiciando un panorama favorable a esta formación valenciana.
Pese a los rumores y la considerable leyenda que gira en torno a este grupo hay que decir que su música poco o nada tiene que ver con el concepto posterior de la música bakalao.
Es importante señalar que a pesar de su corta carrera Megabeat lanzó una treintena de discos al mercado editados bajo distintos nombres como Nezkabel Records y Neotronik Records, según el tipo de género, que iban desde la electrónica instrumental más melódica a los flirteos con la EBM pasando por el techno más corporal en una fusión muy personal que cuajó enseguida en los platós de los disc jockeys. La gran mayoría de los diseños de logotipos y portadas de las tres marcas fueron creadas por Pedro Torromé.
Se ha llegado a decir que la obra de Megabeat eclipsó a los propios componentes del grupo, haciéndose más popular su música que su nombre. De cualquier forma se trata de una figura clave que absorbió y sintetizó la vanguardia europea para introducir, a modo de repetidor, un nuevo campo en la escena electrónica española, dando lugar a toda una nueva hornada de artistas y productores.
En 2008, Julio «Nexus», en solitario, retoma el proyecto y nombre de Interfront, publicando diversos temas agrupados bajo los títulos The Fall and Winter (2008) y Accelerating (2010), trabajos éstos no editados en soporte analógico.
A partir de 2010, Interfront, con la incorporación de un nuevo miembro (Alex Marco), comienza una serie de actuaciones en directo (Accelerating Tour 2010), abriendo los conciertos de Front 242 en Valencia, Madrid y Barcelona, entre otros, y continuando en 2011 los directos bajo el nombre genérico de Strange Tour 2011.
Fran Lenaers continúa activo como DJ.

## Discografía básica
- Interfront 1 (Strange)
- Interfront 2 (Destination)
- Interfront 3 (Strategy)
- Es imposible, no puede ser (Invisible 2)
- War!!
- Serie Megabeat (cinco discos)
- Fuego camina conmigo

- Datos: Q1140468